# E.ON
E.ON AG er et tysk energiselskab med hovedsæde i Düsseldorf. Virksomheden omsatte for 650 milliarder kroner i 2008 og beskæftigede 93.540 ansatte. Med sine omkring 35 millioner kunder globalt er E.ON verdens største privatejede energiselskab. Det er noteret på Frankfurter Wertpapierbörse.
Virksomheden blev grundlagt i 2000 ved en fusion af VEBA og VIAG. Navnet refererer til det græske ord aeon, der betyder tid eller evighed. I 2002 overtog man britiske Powergen. E.ON gik i 2003 ind på markedet for gas med opkøbet af Ruhrgas (nu E.ON Ruhrgas). I juli 2009 fik GDF Suez og E.ON en bøde af Europa-Kommissionen på 553 millioner euro for en konkurrenceklausul indgået i forbindelse med MEGAL-pipelinen.
Gennem et svensk datterselskab drives E.ON Danmark A/S, der primært leverer fjernvarme til kunder på Sjælland.
E.ON ejer og driver Roscoe Vindmøllepark, der med 781,5 MW installeret effekt var verdens største vindmøllepark anno 2010.